# Nathaniel Fiennes
Nathaniel Fiennes (c. 1608 - 16 décembre 1669) est un colonel parlementaire de la Première Révolution anglaise. Il siège à la chambre des communes à diverses reprises en 1640 et 1659. Il supporte la cause républicaine durant l'interrègne anglais.

## Biographie
Il est le deuxième fils de William Fiennes (1er vicomte Saye et Sele). Il est le père de la grande voyageuse Celia Fiennes, née de sa deuxième femme, Frances née Whitehead.
En 1643, Fiennes obtient la reddition de Bristol et met le gouverneur Thomas Essex en état d'arrestation.

### Sources
- (en) C.H. Firth et R.S. Rait, « February 1643: Ordinance for Mr. Fiennes to raise a Regiment of Horse in Gloucestershire, &c., to seize Delinquents' Horses there », dans Acts and Ordinances of the Interregnum, 1642–1660, 1911, 84–5 p. (lire en ligne)
- (en) Thomas Salmon, « Chapter XL. The Trial of Colonel Nathanael Fiennes before a Council of War at St. Albans, for cowardly surrendring the City and Castle of Bristol, the iyh of December 1643. l9 Car-1 Taken out of the Account given thereof by Mr, Prvnn and Mr. Walker. », dans Sollom Emlyn, A complete collection of state-trials, and proceedings for high-treason, and other crimes and misdemeanours: from the reign of King Richard II. to the end of the reign of King George I. With two alphabetical tables to the whole, vol. 1, J. Walthoe senior, 1730, 2e éd., 745–794 p. (lire en ligne)